# Crepidotus caspari
Crepidotus caspari es una especie de hongo del orden Agaricales, de la familia Crepidotaceae, perteneciente al género Crepidotus.

## Características
El píleo tiene la forma de un pétalo puede medir hasta 4 centímetros de diámetro y 1 centímetro de espesor, es aterciopelado al ser jóvenes, luego va desapareciendo, hasta quedar lisa, no son gelatinosos, no desarrolla tallo, su color es blanquecino cuando son jóvenes y toman tonos amarillentos cuando son más maduros, crece en los tacones de madera y troncos muertos en los meses de verano y de otoño. El sabor es dulzón.